# Testemunhas de Jeová e o Holocausto

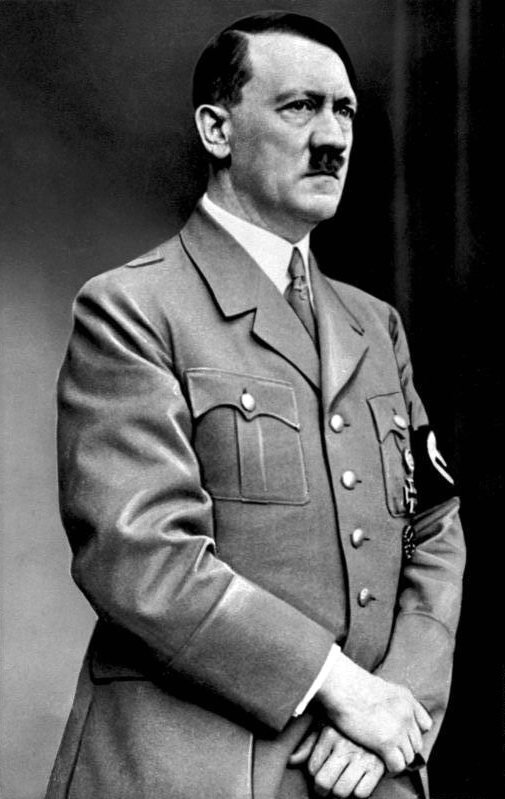
Chanceler da Alemanha Adolf Hitler.

As Testemunhas de Jeová sofreram perseguições religiosas na Alemanha nazista entre 1933 e 1945 depois de se recusar a realizar o serviço militar, juntar-se a organizações nazistas ou dar alianças com o regime de Hitler. Cerca de 10 000 Testemunhas de Jeová - metade do número de membros na Alemanha durante esse período - foram presos, incluindo 2 000 que foram enviados para campos de concentração nazistas. Cerca de 600 morreram sob custódia, incluindo 250 que foram executados. Eles foram a primeira denominação cristã banida pelo governo nazista e a mais intensamente perseguida.
Ao contrário dos judeus e romanis que foram perseguidos com base na sua etnia, as Testemunhas de Jeová poderiam escapar da perseguição e danos pessoais renunciando às suas crenças religiosas, assinando um documento indicando a renúncia à fé, a submissão à autoridade estatal e o apoio dos militares alemães. O historiador Sybil Milton conclui que "sua coragem e desafio diante da tortura e da morte perfuram o mito de um governo monolítico do Estado nazista sobre assuntos duvidosos e submissos".
O grupo sofreu uma crescente perseguição pública e governamental a partir de 1933, com muitos expulsos de empregos e escolas, privados de renda e sofrimento e prisão, apesar das primeiras tentativas de demonstrar metas compartilhadas com o regime nazista. Os historiadores estão divididos sobre se os nazistas pretendiam exterminá-los, mas vários autores alegaram que a censura franca das Testemunhas de Jeová contribuiu para o seu nível de sofrimento.

## Era pré-nazista
As Testemunhas de Jeová foram um ramo dos Estudantes da Bíblia Internacional, que iniciaram o trabalho missionário na Europa na década de 1890. Uma filial alemã da Watch Tower Society abriu em Elberfeld em 1902. Em 1933, cerca de 20 mil testemunhas foram contadas como pregadores ativos e seu serviço anual de Memorial atraía quase 25 mil pessoas. Em Dresden, havia mais estudantes da Bíblia do que em Nova York, onde a Sociedade Torre de Vigia estava sediada.
Os membros dessa religião, conhecidos como "Bibelforscher", ou Estudantes Bíblicos, atraíram oposição desde o fim da Primeira Guerra Mundial, com acusações de que eram bolcheviques, comunistas e secretamente judeus. Os nazistas começaram a assediar estudantes da Bíblia, com os membros da SA também interrompendo as reuniões.
A partir de 1922, estudantes alemães da Bíblia foram presos por acusações de venda ilegal, pois distribuíram publicamente a literatura da Watch Tower Society. Entre 1927 e 1930, cerca de 5 000 acusações foram apresentadas contra os membros das Testemunhas de Jeová e, embora a maioria terminasse em absolvições, algumas "sentenças severas" também foram proferidas.
A partir de 1930, pediu intervenção estatal contra a Bíblia. Os alunos aumentaram e, em 28 de março de 1931, o presidente do Reich, Paul von Hindenburg, emitiu o Decreto para a Resistência de Atos Políticos de Violência, que prevê ações a serem tomadas nos casos em que organizações religiosas, instituições ou os costumes foram "abusados ou maliciosamente depreciados". A Baviera tornou-se o primeiro estado alemão onde o decreto foi usado contra os estudantes da Bíblia, com uma ordem policial emitida em 18 de novembro para proibir e confiscar todas as publicações estudantis da Bíblia em todo o estado alemão. Um segundo decreto em 1932 ampliou a proibição em outros estados alemães. No final de 1932, mais de 2 300 acusações contra estudantes da Bíblia estavam pendentes.

## Causas de perseguição
As Testemunhas de Jeová eram uma das várias denominações religiosas contra as quais as autoridades tomaram medidas desde 1933, declarando que estes: "contribuíram para a fragmentação ideológica do povo alemão" e impedindo a formação de uma comunidade alemã unida. Os historiadores, incluindo o canadense Michael H. Kater, Christine Elizabeth King da Inglaterra e o austríaco Wolfgang Neugebauer sugeriram que a extraordinária animosidade entre o nazismo e os ensinamentos dos estudantes da Bíblia estava enraizada na semelhança da estrutura das duas ideologias, baseadas no autoritarismo e no totalitarismo, e que cada um acreditava que possuía o monopólio da "verdade".
Em 24 de abril de 1933, as autoridades nazistas confiscaram e lacraram a sede da Torre de Vigia de Magdeburgo, Alemanha. Após uma busca cabal sem encontrar nenhuma evidência incriminadora, e sob pressão do Departamento de Estado americano, a polícia devolveu-lhes a propriedade. Porém, em maio de 1933, as Testemunhas de Jeová já haviam sido banidas de vários estados alemães.
O escritor alemão Falk Pingel argumentou que a fonte da controvérsia entre os estudantes bíblicos e os nazistas era sua insistência em continuar suas atividades religiosas, apesar das restrições e Garbe, observou que a crescente repressão das autoridades simplesmente provocou a determinação do grupo para entrar no subsolo e manter suas atividade.
De acordo com Penton, outras evidências de conluio com os nazistas, é que quase nenhuma Testemunha de Jeová era gaseada, e eles eram freqüentemente empregados domesticamente pelas SS e em outras empregos com condições significativamente melhores, melhorando suas chances de sobrevivência.

### Pesquisas adicionais
- Persecution and Resistance of Jehovah's Witnesses During the Nazi Regime Edited by Hans Hesse ISBN 3861087502
- UNBROKEN WILL: The Story of Leopold Engleitner, born 1905, Bernhard Rammerstorfer, Grammaton Press.
- Persecution and Resistance of Jehovah's Witnesses During the Nazi Regime 1933-1945, Hans Hesse (Ed.), Edition Temmen.
- FACING THE LION: Memoirs of a Young Girl in Nazi Europe, Simone Arnold Liebster, Grammaton Press.
- CRUCIBLE OF TERROR: A Story of Survival Through the Nazi Storm, Max Liebster, Grammaton Press.
- The Nazi State and the New Religions : Five Case Studies in Non-Conformity, Christine E. King, Edwin Mellen Press, 1982.
- Detlev Garbe: Zwischen Widerstand und Martyrium, 1999, ISBN 3-486-56404-8
- "Jehovah's Witnesses and the Third Reich: Sectarian Politics Under Persecution", M. James Penton, University of Toronto Press, 2004. ISBN 0-8020-8678-0
- Manfred Gebhard: Geschichte der Zeugen Jehovas. Mit Schwerpunkt der deutschen Geschichte, 1999, ISBN 3-89811-217-9
- Hans Hesse: Am mutigsten waren immer wieder die Zeugen Jehovas, Edition Temmen, 2000, ISBN 3-86108-724-3
- Hans Hesse, Jürgen Harder: ...und wenn ich lebenslang in einem KZ bleiben müßte... Die Zeuginnen Jehovas in den Frauenkonzentrationslagern Moringen, Lichtenburg und Ravensbrück, 2001, ISBN 3-88474-935-8
- Michael H. Kater: Die Ernsten Bibelforscher im Dritten Reich; in: Vierteljahreshefte für Zeitgeschichte 17. Jg. 1969 Heft 2
- Bernhard Rammerstorfer: Nein statt Ja und Amen. Leopold Engleitner: Er ging einen anderen Weg, Linz 1999, ISBN 3-9500718-6-5
- Judith Tydor Baumel, Walter Laqueur:"The Holocaust Encyclopedia"   ISBN 0-300-08432-3
- As Testemunhas de Jeová e o Regime Nazista, 2016. Tese de Doutorado, Marco Antonio Simões

### Site oficial das Testemunhas de Jeová
- (em português) - Página Oficial das Testemunhas de Jeová
- (em inglês) - Página Oficial das Testemunhas de Jeová

### Outras ligações de interesse
- (em inglês) -Forum 18 - Notícias de repressão religiosa
- (em inglês) -Guia dos professores - sobre o Holocausto
- (em inglês) - Museu do Holocausto em Washington - Secção reservada às Testemunhas de Jeová
- (em português) - Triângulos Roxos - As vítimas esquecidas do Nazismo

(Citado no livro  Testemunhas de Jeová - Proclamadores do Reino de Deus (1993), pela Sociedade Torre de Vigia de Bíblias e Tratados da Pensilvânia, p. 661. Original.)